# Finał Grand Prix IAAF 1999

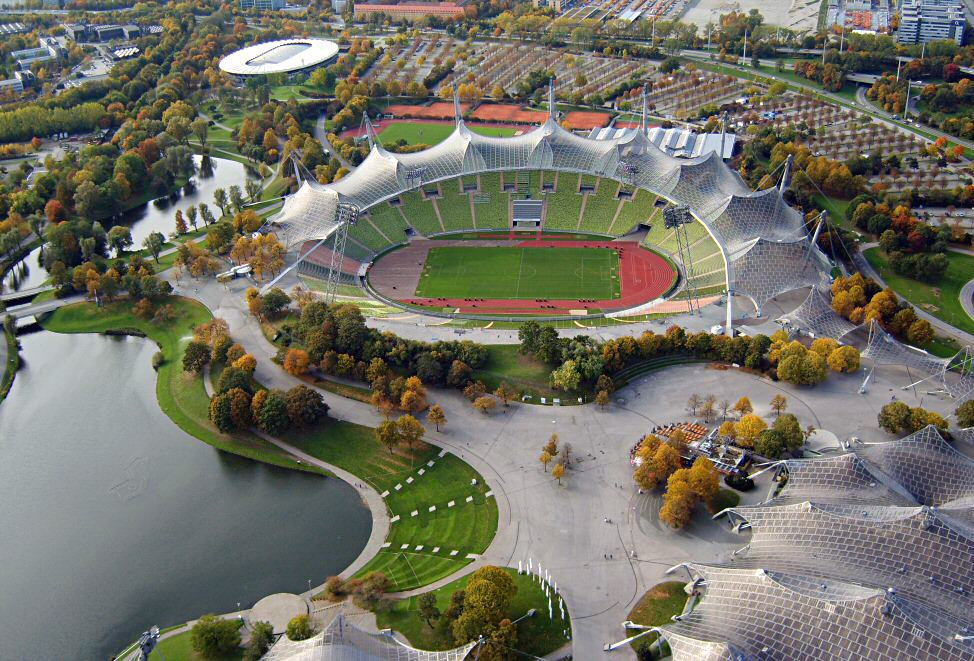
Stadion w Monachium

15. Finał Grand Prix IAAF – zawody lekkoatletyczne, które odbyły się 11 września 1999 roku na stadionie olimpijskim w Monachium.

## Rezultaty

### Mężczyźni
| Konkurencja:          | Złoto:                         | Złoto:  | Srebro:                             | Srebro: | Brąz:                                  | Brąz:   |
| --------------------- | ------------------------------ | ------- | ----------------------------------- | ------- | -------------------------------------- | ------- |
| 200 m                 | Claudinei da Silva · Brazylia  | 19.89   | Maurice Greene · Stany Zjednoczone  | 19.90   | Francis Obikwelu · Nigeria             | 20.12   |
| 800 m                 | Wilson Kipketer · Dania        | 1:43.55 | Hezekiél Sepeng · Południowa Afryka | 1:44.40 | Japheth Kimutai · Kenia                | 1:44.48 |
| 1500 m                | Noah Ngeny · Kenia             | 3:28.93 | Bernard Lagat · Kenia               | 3:32.30 | Laban Rotich · Kenia                   | 3:33.40 |
| 3000 m                | Benjamin Limo · Kenia          | 7:36.32 | Paul Bitok · Kenia                  | 7:36.60 | Mohammed Mourhit · Belgia              | 7:36.73 |
| 3000 m z przeszkodami | Bernard Barmasai · Kenia       | 8:06.92 | Wilson Boit Kipketer · Kenia        | 8:08.28 | Ali Ezzine · Maroko                    | 8:08.64 |
| 110 m przez płotki    | Mark Crear · Stany Zjednoczone | 13.08   | Colin Jackson · Wielka Brytania     | 13.17   | Larry Wade · Stany Zjednoczone         | 13.19   |
| Skok o tyczce         | Maksim Tarasow · Rosja         | 5.85    | Jeff Hartwig · Stany Zjednoczone    | 5.80    | Dmitri Markow · Australia              | 5.80    |
| Skok w dal            | Iván Pedroso · Kuba            | 8.43    | James Beckford · Jamajka            | 8.29    | Erick Walder · Stany Zjednoczone       | 8.15    |
| Rzut dyskiem          | Lars Riedel · Niemcy           | 68.61   | Virgilijus Alekna · Litwa           | 66.65   | Anthony Washington · Stany Zjednoczone | 65.22   |
| Rzut oszczepem        | Konstadinos Gatsiudis · Grecja | 89.84   | Jan Železný · Czechy                | 87.71   | Raymond Hecht · Niemcy                 | 85.64   |

### Kobiety
| Konkurencja:       | Złoto:                                      | Złoto:  | Srebro:                                                        | Srebro: | Brąz:                                                         | Brąz:   |
| ------------------ | ------------------------------------------- | ------- | -------------------------------------------------------------- | ------- | ------------------------------------------------------------- | ------- |
| 200 m              | Savatheda Fynes · Bahamy                    | 22.55   | Merlene Frazer · Jamajka                                       | 22.55   | Inger Miller · Stany Zjednoczone · Beverly McDonald · Jamajka | 22.64   |
| 800 m              | Maria Mutola · Mozambik                     | 1:59.10 | Ludmila Formanová · Czechy                                     | 1:59.15 | Swietłana Mastierkowa · Rosja                                 | 1:59.20 |
| 1500 m             | Violeta Beclea-Szekely · Rumunia            | 4:15.18 | Anita Weyermann · Szwajcaria                                   | 4:15.92 | Jackline Maranga · Kenia                                      | 4:16.60 |
| 3000 m             | Gabriela Szabó · Rumunia                    | 8:43.52 | Zahra Ouaziz · Maroko                                          | 8:43.66 | Irina Mikitenko · Niemcy                                      | 8:45.59 |
| 400 m przez płotki | Deon Hemmings · Jamajka                     | 53.41   | Andrea Blackett · Barbados                                     | 53.63   | Sandra Cummings-Glover · Stany Zjednoczone                    | 53.83   |
| Skok wzwyż         | Hestrie Cloete-Storbeck · Południowa Afryka | 1.96    | Zuzana Kováčiková-Hlavoňová · Czechy · Inha Babakowa · Ukraina | 1.96    |                                                               |         |
| Trójskok           | Ashia Hansen · Wielka Brytania              | 14.96   | Paraskevi Tsiamita · Grecja                                    | 14.77   | Tatiana Lebiediewa · Rosja                                    | 14.66   |
| Pchnięcie kulą     | Nadine Kleinert · Niemcy                    | 19.16   | Astrid Kumbernuss · Niemcy                                     | 19.13   | Connie Price-Smith · Stany Zjednoczone                        | 18.71   |

## Klasyfikacja punktowa cyklu Grand Prix 1999

### Mężczyźni
| Pozycja | Zawodnik              | Punkty |
| ------- | --------------------- | ------ |
| 1.      | Bernard Barmasai      | 111    |
| 2.      | Konstadinos Gatsiudis | 109    |
| 3.      | Wilson Kipketer       | 108    |

### Kobiety
| Pozycja | Zawodniczka    | Punkty |
| ------- | -------------- | ------ |
| 1.      | Gabriela Szabó | 108    |
| 2.      | Maria Mutola   | 108    |
| 3.      | Deon Hemmings  | 104    |